# Społeczny Komitet Opieki nad Starymi Powązkami im. Jerzego Waldorffa

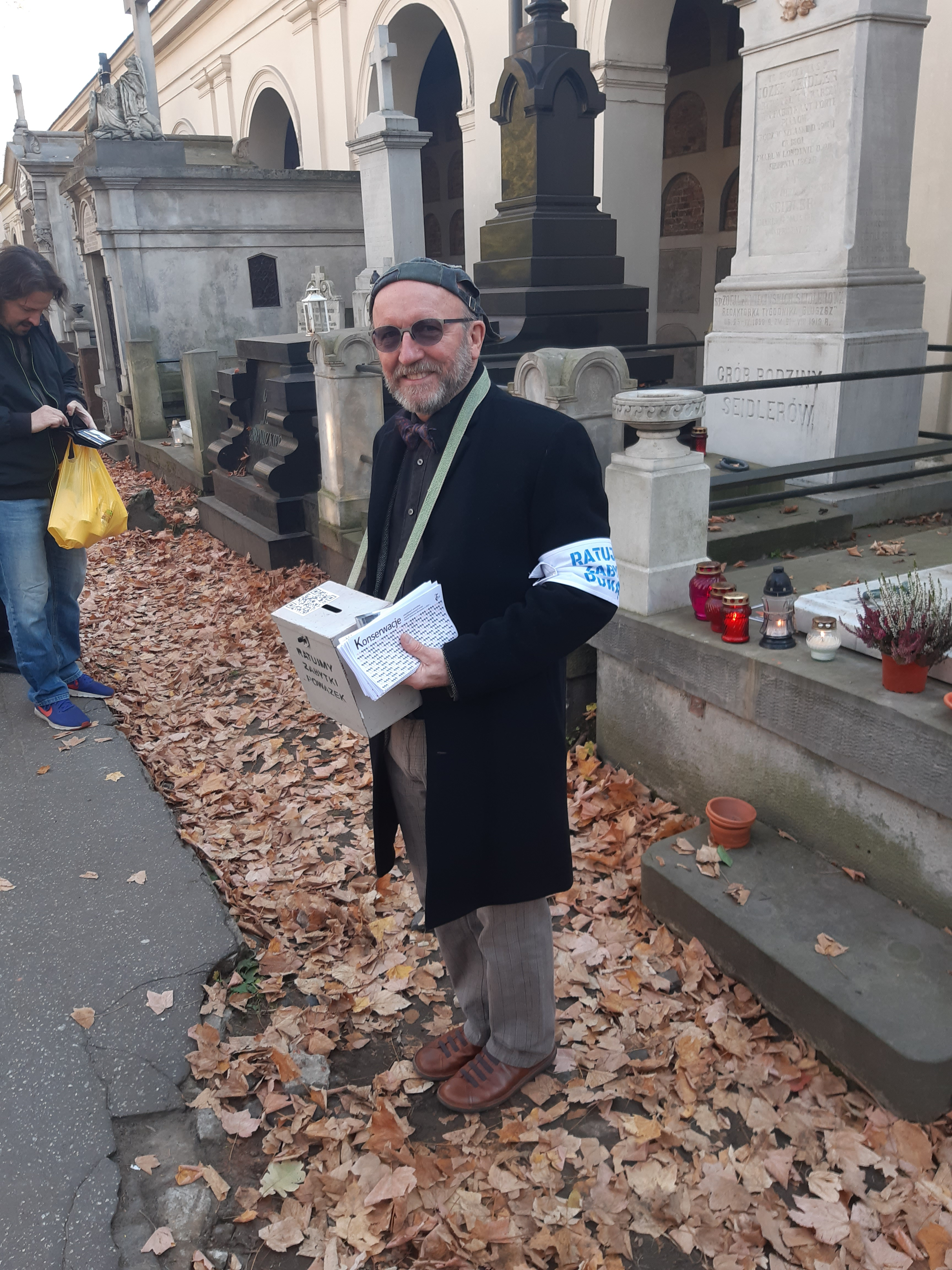
Artur Barciś podczas kwesty na cmentarzu

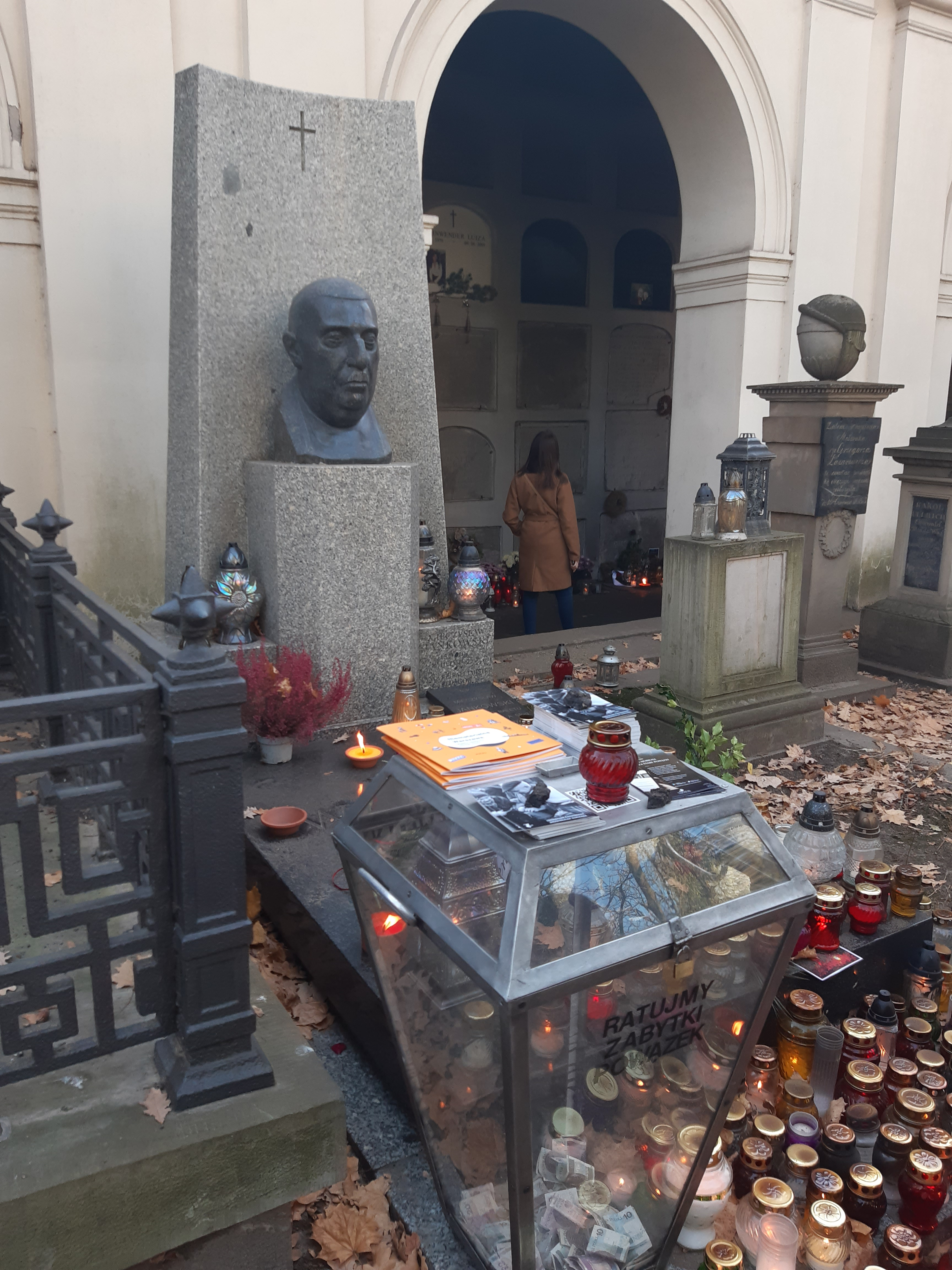
Zbiórka funduszy przy grobie patrona Komitetu

Społeczny Komitet Opieki nad Starymi Powązkami im. Jerzego Waldorffa (potocznie Komitet Powązkowski) – polska organizacja społeczna powołana w celu opieki nad zabytkowymi grobowcami cmentarza Powązkowskiego. Komitet został założony w roku 1974 na prośbę Stanisława Lorentza przez Jerzego Waldorffa, po tym jak inicjatywa ratowania powązkowskich zabytków została odrzucona przez PRL-owskie Ministerstwo Kultury i Sztuki. W skład Komitetu wszedł również m.in. rzeźbiarz Adam Roman, jako przedstawiciel warszawskiej ASP. 
Od 1975 co roku na cmentarzu Powązkowskim organizowana jest kwesta. W ciągu 50 lat działania dzięki Komitetowi udało się odnowić ponad 1700 nagrobków i kaplic.
W 1989 organizacja została zarejestrowana jako stowarzyszenie. W 1999 Komitet został uhonorowany Nagrodą im. prof. Aleksandra Gieysztora. W 2024 coroczna kwesta organizowana przez komitet została wpisana na Krajową listę niematerialnego dziedzictwa kulturowego.